# Slaget om Cherbourg
Slaget om Cherbourg var en del af de vestallieredes invasion i Normandiet – Operation Overlord – under 2. Verdenskrig. Det blev udkæmpet straks efter den vellykkede vestallierede landgang den 6. juni 1944. Amerikanske tropper afskar og erobrede derpå den befæstede havn, som blev anset for afgørende for felttoget i Vesteuropa, i hårde kampe, der varede tre uger.

## Allierede planer
Da de udformede planerne for invasionen i Normandiet anså de allierede planlæggere det for nødvendigt, at man sikrede sig kontrollen over en dybvandshavn, så forstærkninger kunne bringes til området direkte fra USA. Hvis man ikke havde en sådan havn, skulle udstyr og forsyninger først omlades i Storbritannien og fragtes med landgangsskibe til Frankrig. Cherbourg, ved spidsen af Cotentin var den store havn, som lå nærmest ved de planlagte invasionsstrande.
Oprindelig besluttede de allierede planlæggere ikke at lande direkte på Cotentin- halvøen, da dette område ville være afskåret fra resten af de allierede brohoveder af Douvefloddalen, som var blevet oversvømmet af tyskerne for at forebygge allierede landsætninger fra luften. Efter at Bernard Montgomery i januar 1944 var blevet udpeget til chef for alle landstyrker ved invasionen, bragte han landgangen på Cotentinhalvøen tilbage, dels for at udvide fronten og derved undgå, at angriberne blev afskåret i et lille brohoved, men også for at muliggøre en hurtigere erobring af Cherbourg.

## Landgangen
I de tidlige timer af den 6. juni landede de amerikanske 82. luftbårne og 101. luftbårne division ved foden af Cotentinhalvøen. Selv om tropperne blev spredt, sikrede de alligevel de fleste af de veje, som det amerikanske 7. korps skulle bruge for at rykke ud fra Utah Beach. Den 4. amerikanske infanteridivision gjorde landgang på Utah Beach kort efter daggry og led kun små tab.
Den første opgave for de invaderende styrker efter landgangen var at skabe forbindelse med de andre brohoveder længere østpå. Den 9. juni lykkedes det for den 101. luftbårne division at krydse den oversvømmede Douvefloddal, og de erobrede Carentan den følgende dag, hvorved der blev skabt en sammenhængende front.

## Fremstød over Cotentin halvøen
Denne succes tillod det amerikanske 7. korps at begynde et fremstød vestpå for at afskære Cotentinhalvøen. Der var allerede landsat tre infanteridivisioner til at forstærke korpset. Dets chef, generalmajor J. Lawton Collins, pressede sine tropper hårdt, og udskiftede enheder ved fronten eller fyrede officerer, hvis tempoet i fremrykningen var for langsomt.
Hans tyske modstandere var en blanding af regimenter og kampgrupper fra adskillige divisioner, hvoraf mange allerede havde lidt store tab til de amerikanske luftbårne tropper i de første dage efter landgangen. Der kunne praktisk taget ikke sendes mobile enheder eller kampvogne til dette afsnit af fronten på grund af truslen mod Caen længere østpå. Infanteriforstærkninger ankom langsomt. Den tyske oversvømmelse af Douve gav nu bagslag, fordi den sikrede amerikanernes sydflanke.
Da man nåede til den 16. juni, var der ikke flere naturlige forhindringer foran de amerikanske styrker. Den tyske ledelse var forvirret. Cheferne, heriblandt feltmarskal Erwin Rommel, ønskede at trække tropperne tilbage i god orden til fæstningsværkerne i Atlantvolden ved Cherbourg, hvor de kunne have modstået en belejring i et stykke tid. Adolf Hitler, som udstedte ordrer fra sit hovedkvarter i Østpreussen, krævede at de skulle holde linjen, selv om dette kunne føre til en katastrofe.
Sent på den 17. juni gik Hitler med til at tropperne kunne trække sig tilbage men angav en ny ulogisk linje, som strakte sig tværs over halvøen lige syd for Cherbourg. Feltmarskal Erwin Rommel protesterede mod denne ordre men afskedigede ikke desto mindre general Farmbacher, der havde kommandoen over det tyske 84. korps, fordi han mente, at denne forsøgte at omgå ordren.

## Fremstød mod Cherbourg
Den 18. juni nåede den 9. amerikanske infanteridivision frem til vestkysten af halvøen. I løbet at 24 timer var 4., 9. og 79. amerikanske infanteridivision på fremmarch nordpå over en bred front. Der var næsten ingen modstand på den vestlige side af halvøen, og på den østlige side brød de udmattede forsvarere sammen ved Montebourg. Adskillige store lagre af V1-missiler blev opdaget samt en V-2 raketinstallation ved Brix.
I løbet af to dage nåede de amerikanske divisioner inden for rækkevidde af Cherbourg. Garnisonskommandanten, generalløjtnant Karl-Wilhelm von Schlieben, havde 21.000 mand men mange var personel fra flåden eller fra arbejdsenheder, og kamptropperne, som havde trukket sig tilbage til Cherbourg (heriblandt resterne af von Schliebens egen Division, 709. statiske infanteri division) var trætte og uorganiserede. Der var knaphed på mad, brændstof og ammunition. Luftwaffe nedkastede nogle forsyninger, men det var fortrinsvis genstande såsom jernkors, der skulle afstive garnisonens moral. Alligevel afviste von Schlieben en opfordring til at overgive sig og begyndte at ødelægge havnen, så den ikke kunne bruges af de allierede.
Collins indledte et stort angreb den 22. juni. Modstanden var kraftig i begyndelsen, men amerikanerne fjernede langsomt tyskerne fra deres bunkers og betonskydestillinger. Den 26. juni erobrede 79. division Fort du Roule, som dominerede byen og dens forsvarsstillinger. Dette bragte en ende på det organiserede forsvar. Von Schlieben blev taget til fange. Stillingerne ved havnen og arsenalet overgav sig nogle dage senere efter sporadisk modstand. Nogle tyske tropper, som var afskåret uden for forsvarsstillingerne holdt ud indtil 1. juli.

## Efterspil
Tyskerne havde ødelagt og mineret havnen i Cherbourg så grundigt, at Hitler tildelte jern korset|ridderkorset til kontreadmiral Walter Hennecke dagen efter, at han overgav sig for "en dåd uden sidestykke i kystforsvarets annaler." Havnen blev først i mindre omfang taget i brug i midten af august. De første skibe kunne anløbe havnen i slutningen af juli. Trods alt havde tyskerne lidt et stort nederlag, på grund af en hurtig allieret opmarch på deres venstre flanke og Hitlers ufleksible ordrer. General Friedrich Dollmann, som var chef for den 7. tyske armé, døde af et hjerteanfald den 28. juni, efter at have fået at vide, at han skulle stilles for en krigsret på grund af erobringen af Cherbourg.

## Fiktion
I strategispillet, Company Of Heroes, er en af missionerne baseret på dette slag. Hovedmålet er at ødelægge det tyske hovedkvarter. Ved slutningen af missionen får spilleren at vide, at der blev fundet V-2 raketter. Spillere kan rekruttere Rangers til missionen, men faldskærmstropper er ikke til rådighed.
Handlingen i Medal of Honor: Heroes 2 er også løst baseret på slaget om Cherbourg, hvor det endelige mål er sabotage af V-2 raketproduktionen.

## Fodnoter
1. ↑  
"HyperWar: US Army in WWII:Cross Channel Invasion Chapter 10, Page 441". HyperWar Foundation. Hentet 2008-06-30.

## Eksterne kilder
- Del af den amerikanske hærs officielle historie